# Всесвітня виставка 1893

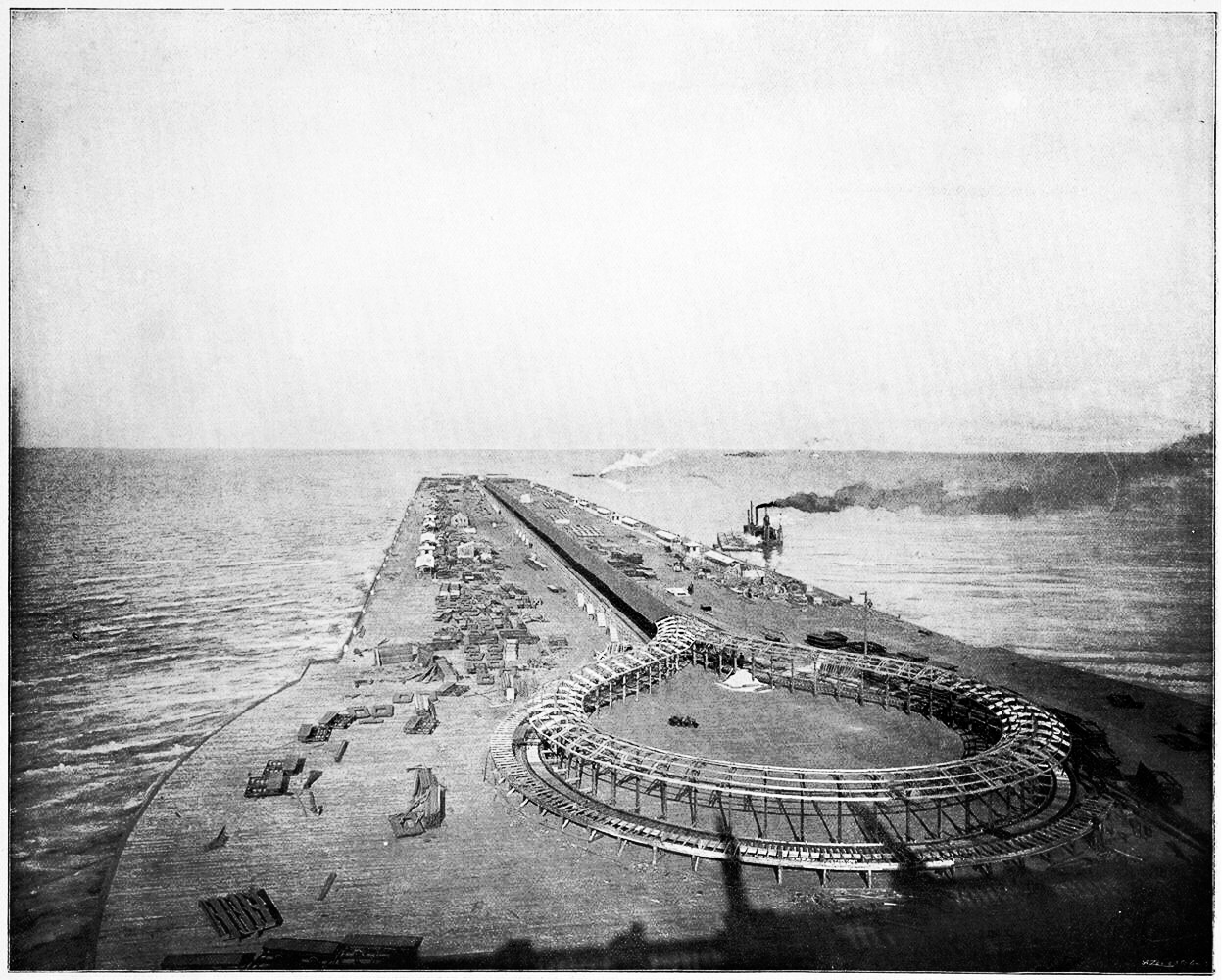
Рухомий «тротуар»

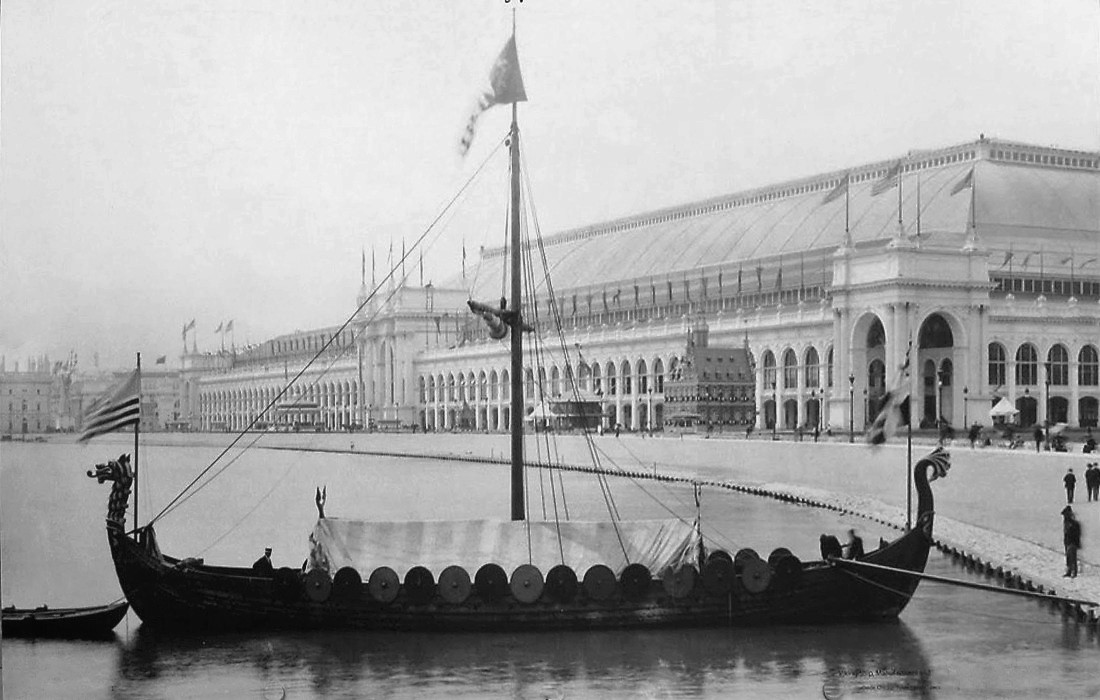
Копія дакара вікінгів, на якому на виставку прибули норвежці

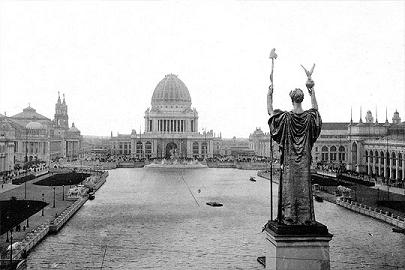

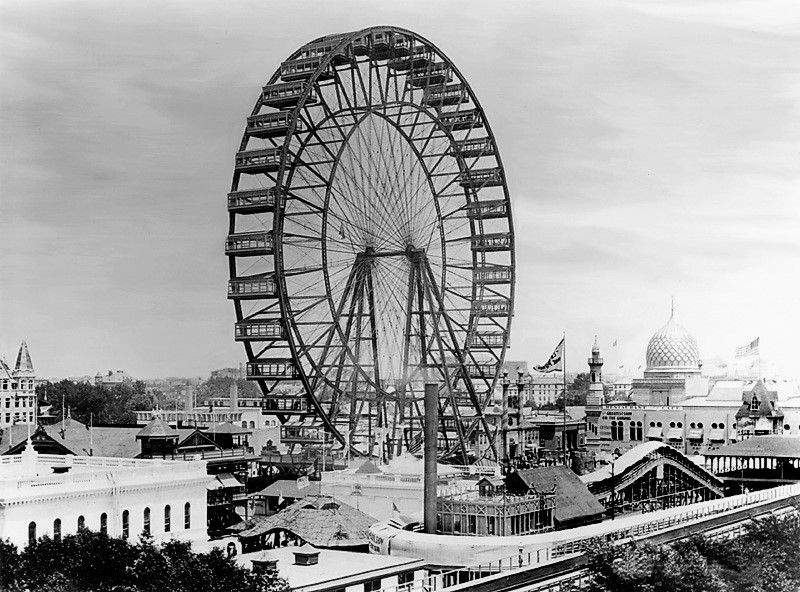
Оглядове коло Ferris Wheel інженера Джорджа Ферріса

Всесвітня виставка 1893 року проходила з 1 травня по 1 листопада в Чикаго (Іллінойс, США) і стала однією з наймасштабніших в історії. Бувши присвячена 400-річчю відкриття Америки, вона була названа «Колумбівською» (англ. World's Columbian Exposition). Виставка стала вагомою соціальною та культурною подією, адже експонувала світові досягнення в архітектурі та містоплануванні і мала значний вплив на імідж Чикаго (одна із зірочок на прапорі міста присвячена саме цій події).

## Опис
З архітектурного погляду виставка стала тріумфом принципів стилю боз-ар щодо американського містобудування. Виставкове містечко проектували провідні архітектори того часу — Деніел Хадсон і Фредерік Олмстед. Підготовка до виставки проходила одночасно з відновленням міста після великої пожежі 1871 року.
На території в 600 акрів були представлені 200 споруд, канали і лагуни, люди і культури з усього світу. Критий навісом конвеєр завдовжки 730 метрів з встановленими на ньому лавками становив рухомий тротуар. Відвідувачі виставки, прибувши озером на катерах, переходили з причалу на конвеєр і зі швидкістю пішохода їхали до входу на виставку…
Щоб забезпечити безпеку й безперебійну доставку гостей, влада Чикаго першими в світі побудувала колію на високих опорах (теперішня лінія «L» — Loop). На виставці вперше в світі були представлені оглядове колесо — Ferris Wheel інженера Джорджа Ферріса та люмінесцентне світіння інженера Томаса Едісона. На честь виставки на прапорі Чикаго розміщено одну з чотирьох зірок.
Справжній фурор[прояснити] на виставці справила картина Іллі Рєпіна «Запорожці пишуть листа турецькому султанові»[джерело?].
За 6 місяців виставку відвідали 27 млн осіб, а найвдалішого дня виставку одночасно відвідували 47 тисяч осіб. Це була серйозна заявка Чикаго на звання лідера серед міст США, а самої Америки — на світове лідерство.
На основі експонатів виставки в 1895 році був створений Філадельфійський торговий музей — найбільший у світі.